# 1208
[[Категорија: 1208
.| ]]
Година 1208 (MCCVIII) била је преступна година која је почела у уторак.

## Догађаји

### Јануар
- 31. јануар — Ерик, син Кнута I на Лени је поразио шведског краљ Сверкера Млађег и загосподарио је његовим краљевством као Ерик X.

### Фебруар
- 19. фебруар У манастиру Студеница сахрањен је поново Стефан Немања. Његово тело је донето из Хиландара и над његовим гробом је монах Сава измирио браћу Стефана и Вукана.

### Децембар
- Википедија:Непознат датум — Ломбардски савез је обновљен.
- Википедија:Непознат датум — Филипа Швапског је у бискупској палати у Бамбергу убио палатински гроф Отон од Вителбаха. Наследно право на престо у Немачкој признато је Отону IV од Брауншвајга.
- Википедија:Непознат датум — Теодора I Ласкариса је патријарх Михајло Ауторијан крунисао за цара Никејског царства.